# Hellen Kwon
Heseon Hellen Kwon (* 11. Januar 1961 in Seoul) ist eine südkoreanische Opernsängerin. Die Koloratursopranistin ist seit 1987 Ensemblemitglied an der Hamburgischen Staatsoper.

## Leben
Kwon studierte von 1979 bis 1984 an der Hochschule für Musik Köln bei Dietger Jacob. Im Jahr 1984 gewann sie den ersten Preis der italienischen Novara International Singing Competition. Im selben Jahr debütierte sie als Königin der Nacht am Staatstheater Wiesbaden. Für seine Oper La Foret, die 1986 am Grand Théâtre de Genève uraufgeführt wurde, komponierte Rolf Liebermann eine Rolle für Hellen Kwon. Als Chef der Hamburgischen Staatsoper holte er sie als Ensemblemitglied an das Haus, wo sie seitdem in vielen Rollen Erfolge feierte.
Die Rolle der Königin der Nacht hat sie bisher an allen großen Opernhäusern gesungen, so in Paris, Zürich, an der Bayerischen Staatsoper in München und an der Wiener Staatsoper. Auch zu zahlreichen internationalen Festivals wurde die Sängerin engagiert: 1988 bei den Bayreuther Festspielen, 1989 in Aix-en-Provence, 1990 in Glyndebourne und 1991 in der Entführung aus dem Serail bei den Salzburger Festspielen. Neben ihrer Operntätigkeit hat sich Hellen Kwon auch im Konzertbereich einen Namen gemacht. Hellen Kwon sang unter namhaften Dirigenten wie James Levine, Vladimir Ashkenazy, Giuseppe Sinopoli, Nikolaus Harnoncourt, Zubin Mehta, Wolfgang Sawallisch und Neville Marriner.
2010 erhielt Hellen Kwon für ihre Rolle in Das Gehege in der Hamburgischen Staatsoper den Rolf-Mares-Preis in der Kategorie „Außergewöhnliche Leistungen Darstellerinnen“. 2011 verlieh ihr der Hamburger Senat auf Anregung von Opernintendantin Simone Young den Ehrentitel Hamburger Kammersängerin.
Im Jahr 2012 wurde Hellen Kwon von der koreanischen Regierung mit dem „Order of Civil“ ausgezeichnet.

## Rollen
- Königin der Nacht (Die Zauberflöte)
- Sophie (Der Rosenkavalier)
- Zerbinetta (Ariadne auf Naxos)
- Zdenka (Arabella)
- Gretel (Hänsel und Gretel)
- Olympia, Antonia (Hoffmanns Erzählungen)
- Rosina (Der Barbier von Sevilla)
- Norina (Don Pasquale)
- Adina (L’elisir d’amore)
- Liu (Turandot)
- Nachtigall (Die Vögel)
- Micaela (Carmen)
- Nedda (Pagliacci)
- Adele (Die Fledermaus)
- Susanna (Le nozze di Figaro)
- Blonde (Die Entführung aus dem Serail)
- Donna Anna (Don Giovanni)
- Donna Elvira (Don Giovanni)
- Konstanze (Die Entführung aus dem Serail)
- Elektra (Idomeneo)
- Vitellia (La clemenza di Tito)
- Fiordiligi (Così fan tutte)
- Despina (Così fan tutte)
- Oscar (Un ballo in maschera)
- Gilda (Rigoletto)
- Nanetta (Falstaff)
- Mimi (La Bohème)
- Minni (La fanciulla del West)
- Musetta (La Bohème)
- Cio-Cio-San (Madama Butterfly)
- Violetta (La traviata)
- Rosalinde (Die Fledermaus)
- Fuchs (Das schlaue Füchslein)
- Agathe (Der Freischütz)
- Salome (Salome)
- Senta (Der fliegende Holländer)
- Die Frau (Wolfgang Rihm: Das Gehege)

## Diskografie (Auswahl)
- 1993: Capriccio – Fanny Hensel: Konzertarie Infelice! … Ah! Ritorna
- 1994: Naxos – Die Königin der Nacht (Die Zauberflöte)
- 1994: DECCA – Partie der Nachtigall (Walter Braunfels: Die Vögel)
- 1995: Arte Nova – J. S. Bach: Kantate BWV 51: Jauchzet Gott in allen Landen, Mozart: Motette KV 165: Exultate, jubilate
- 1995: Arte Nova – Christmas Cantatas (Alessandro Scarlatti: Cantata Pastorale, Baldassare Galuppi: Christmas Aria, Christoph Bernhard: Fürchtet euch nicht)
- 1996: Samsung – Mozart: Opera Arias (Königin der Nacht, Konstanze, Donna Anna, Fiordiligi, Contessa, Susanna, Despina, Pamina)
- 1996: ArteNova – Lieder der Romantik (Schubert, Schumann, Brahms, Wolf, Schönberg)
- 1997: Arte Nova – Mahler: Symphonie Nr. 4: Wir geniessen die himmlischen Freuden...
- 1998: Arte Nova – Mendelssohn: Paulus
- 1998: Arte Nova – J. S. Bach: h-Moll-Messe
- 1998: Arte Nova – Richard Strauss: Vier letzte Lieder
- 2000: Arte Nova Voices – Mozart: Konzertarien
- 2008: OEHMS Classics – Partie der Freia (Wagner: Das Rheingold)
- 2008: OEHMS Classics – Partie der Gerhilde (Wagner: Die Walküre)